# Gotra interrupta
Gotra interrupta là một loài tò vò trong họ Ichneumonidae.